# Адворицы
Адворицы — деревня в Тямшанской волости Псковского района Псковской области России.
Расположена в 23 км к юго-западу от города Пскова и в 7 км к западу от деревни Тямша.

## Население
| 2001 | 2002 | 2010 | 2016 |
| ---- | ---- | ---- | ---- |
| 260  | ↘222 | ↗240 | ↗274 |